# Festuca pocutica
Festuca pocutica är en gräsart som beskrevs av Zapal. Festuca pocutica ingår i släktet svinglar, och familjen gräs. Inga underarter finns listade i Catalogue of Life.